# Parc provincial Lava Forks
Le parc provincial Lava Forks (anglais : Lava Forks Provincial Park) est un parc provincial de la Colombie-Britannique située près de la frontière de l'Alaska. Il protège le site de la derrière éruption volcanique du Canada, du volcan The Volcano, qui s'est produit en 1904.

## Toponymie
Le nom du parc reprend le nom du Lava Fork, le principal cours d'eau du parc. Le nom du parc comporte une faute par rapport au toponyme originel par l'utilisation du pluriel.

## Géographie
Le parc est situé à 120 km au sud-est de Telegraph Creek la communauté la plus proche. Sa limite sud correspond à la frontière canado-américaine. Il n'est accessible que par hélicoptère et par randonnée pédestre.
Il partage ses limites avec le monument national américain Misty Fiords et la forêt nationale de Tongass.